# Повіт Пей

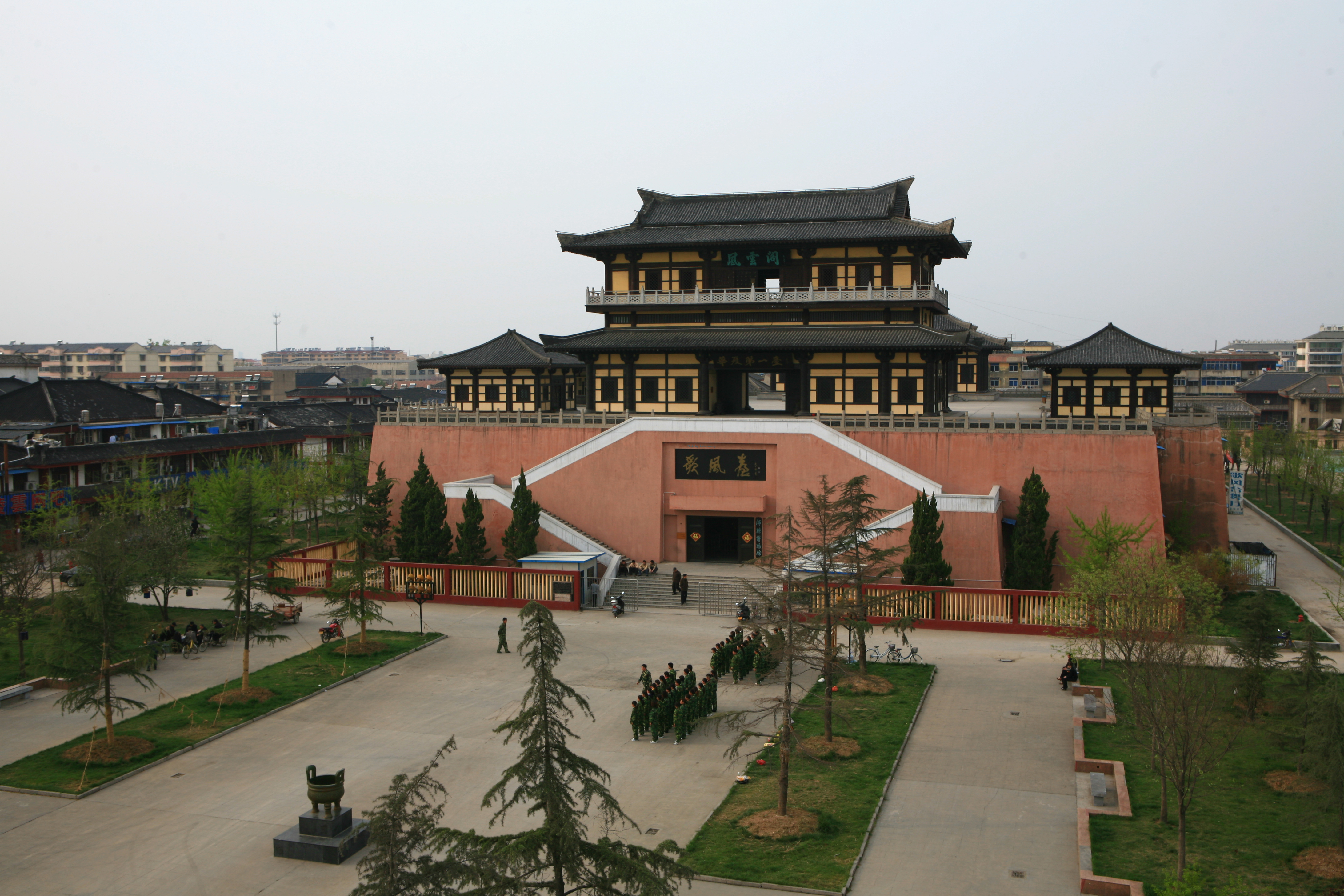
Вівтар співочого вітру в повіті Пей.

Пові́т Пе́й (спрощ.: 沛县; кит. трад.: 沛縣; піньїнь: Pèi Xiàn) — повіт в Китайській Народній Республіці, в провінції Цзянсу. Розташований на північному заході провінції. Підпорядкований окружному місту Сюйчжоу. Площа — 1576 км², населення — 1 217 400